# Ema Prodnik
Ema Prodnik, slovenska pevka, * 27. marec 1941, † 24. junij 2023, Stahovica
Prodnikova je zaslovela kot članica zasedbe Ansambel bratov Avsenik, s katero je sodelovala med letoma 1962 in 1981. S petjem se je ukvarjala že od zgodnje mladosti, svoj glas pa je izšolala s študijem solo petja pri prof. Kseniji Novak - Kušej.  V zasedbi jo je nasledila Jožica Kališnik, sama pa je nadaljevala pot v Ansamblu Rž Marjana Ogrina.